# 陶馬圖戈元帥鎮

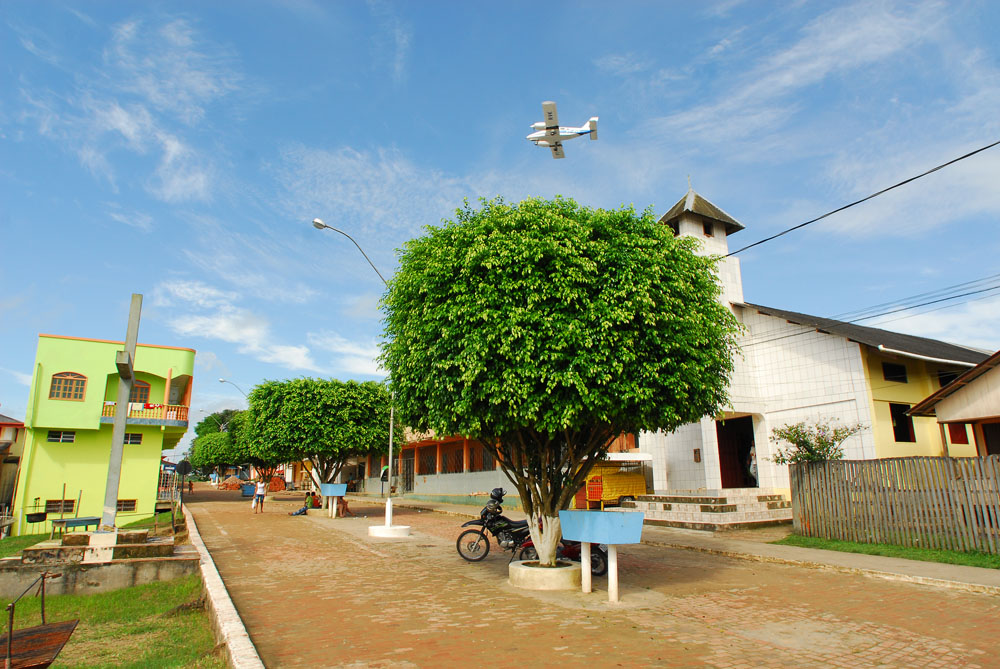
陶馬圖戈元帥鎮

08°56′27″S 72°47′31″W / 8.94083°S 72.79194°W
陶馬圖戈元帥鎮（葡萄牙語：Marechal Thaumaturgo），是巴西的城鎮，位於該國西北部，由阿克里州負責管轄，始建於1992年4月28日，面積7,744平方公里，2010年人口14,200，人口密度每平方公里1.83人。